# Кайман Дуала
«Кайман Дуала» (фр. Caïman Douala) — камерунский футбольный клуб из города Дуала. Домашней ареной клуба является Стад де Реунификашн, вместимостью 30 тысяч зрителей.

## История
Клуб «Кайман Дуала» основан в 1928 году в Дуале, которая тогда являлась частью Французского Камеруна. По одним данным клуб появился в результате слияния команд «Лион» и «Эклаир», созданных четырьмя годами ранее. Другие источники указывают, что клуб первоначально назывался «Олимпик». Первым президентом клуба «Кайман Дуала» был Мбумуа Эссенгу де Бонадибонг, владелец компании «Суданезе» и отец камерунского политика Уильяма Этеки-Мбумуа. Игроками команды в основном были представители народности дуала.
В колониальную эпоху проводился территориальный чемпионат Камеруна, где «Кайман» становился победителем восемь раз (1936/37, 1940/41, 1942/43, 1947/48, 1948/49, 1950/51, 1951, 1954/55). В активе клуба также есть две победы в чемпионате Дуалы (1940/41, 1942/43), победа в чемпионате Вури (1953/54) и триумф на турнире Центрального района (1955/56). Также четыре раза «Кайман» побеждал в различных кубковых камерунских турнирах (1941, 1942, 1943, 1959).
После провозглашения независимости Камеруна в 1960 году начал разыгрываться собственный национальный чемпионат, участником которого был и «Кайман Дуала». Трижды клуб становился чемпионом Камеруна (1962, 1968, 1975). В Кубке Камеруна «Кайман» трижды доходил до финала (1971, 1972, 1977).
Успехи на национальном уровне позволили клубу три раза сыграть на всеафриканском уровне. В Африканском Кубке чемпионов команда участвовала в 1969 и 1976 годах, но ни разу не преодолевала первый раунд. В 1978 камерунская команда сыграла в Кубке обладателей кубков КАФ, где дошла до 1/4 финала, уступив там гвинейской «Хоройе».
Последний раз в чемпионате Камеруна команда сыграла в сезоне 2010/11. Сезон 2011/12 завершился для «Каймана» 12 местом во втором дивизионе, после чего с 2013 года клуб выступает в региональной лиге.
В составе команды в разное время играли футболисты, имеющие опыт выступления за национальную сборную Камеруна, такие как Жак Элонг Элонг и Марсель Бебей.
С 20 января 2024 года президентом клуба является Уильям Мондо.

## Достижения
- Чемпион Камеруна: 1962, 1968, 1975
- Финалист Кубка Камеруна: 1971, 1972, 1977

## Континентальный турнир
| Сезон | Турнир                       | Этап       | Соперник         | Дома | Гости | Общий          |
| ----- | ---------------------------- | ---------- | ---------------- | ---- | ----- | -------------- |
| 1969  | Африканский Кубок чемпионов  | первый     | Сент-Элуа Лупопо | 0-0  | 1-3   | 1-3            |
| 1976  | Африканский Кубок чемпионов  | первый     | Экспресс         | 1-0  | 0-1   | 1-1 (3-4 пен.) |
| 1978  | Кубок обладателей кубков КАФ | первый     | УСМ Либревиль    | 2-0  | 1-3   | 3-3 (в/г)      |
| 1978  | Кубок обладателей кубков КАФ | 1/4 финала | Хоройя           | 3-3  | 1-4   | 4-7            |